# لوتشيانو فاليريو هاري
لوتشيانو فاليريو هاري (بالإسبانية: Luciano Valerio Harry)‏ هو لاعب كرة قدم ومدرب كرة قدم هندوراسي في مركز الهجوم، ولد في 19 يناير 1979 في Tela ‏ في هندوراس. لعب مع أتلاتيكو خولوما ونادي ماراثون.